# 3-メチルチオプロピオン酸エチル
3-メチルチオプロピオン酸エチル（英: Ethyl 3-(Methylthio)propionate）は、化学式C6H12O2Sで表される有機硫黄化合物の一種である。

## 用途
味噌を思わせる香気を持つ。味噌・醤油のフレーバーとして使われるほか、パイナップルのフレーバーとしてメチルエステルに併用される。